# Ptychohyla salvadorensis
Ptychohyla salvadorensis és una espècie de granota que es troba al Salvador, Guatemala i Hondures.
Està amenaçada d'extinció per la pèrdua del seu hàbitat natural.